# 有賀貞一
有賀 貞一（あるが ていいち）は、日本の情報技術者、実業家。CSKホールディングス代表取締役、ミスミグループ本社代表取締役副社長、リアルワールド取締役会長、情報サービス産業協会副会長、情報処理技術者試験委員長等を歴任した。経済産業大臣表彰受賞。

## 人物・経歴
1966年東京都立立川高等学校理数科進学コース卒業。1970年一橋大学経済学部卒業。大学では杉田元宜ゼミや磯野修ゼミで計量経済学、数理統計学を専攻し、大学院生だった刈屋武昭の指導も受けた。また1965年に創設されたコンピュータ・クラブ（一橋電子計算機研究会）に参加し、コンピュータの利活用に関する研究等を行った。。

大学卒業後、野村証券の子会社として1966年1月に設立された野村電子計算センターに入社し、システムエンジニアとなる。1976年に特種情報処理技術者試験合格。29歳で情報処理技術者試験委員となり、後年試験委員長も務めた。（野村電子計算センターは、1972年に野村コンピュータシステム（株）に社名変更）。
1981年、米国ニューヨークに新設された野村コンピュータシステムニューヨーク駐在員事務所長。1988年1月、（株）野村総合研究所と野村コンピュータシステム（株）が合併し、（株）野村総合研究所発足。1990年には最年少で野村総合研究所取締役に昇格。1994年野村総合研究所常務取締役。1997年、かねてより懇意であったCSK創設者の大川功からの要請もあり、NRI退社、CSK入社、CSK専務取締役。2000年CSK代表取締役副社長。2005年CSKホールディングス代表取締役、CSKグループ企業各社の取締役を兼務。（ベリサーブ取締役、など）。また、2005年には、情報サービス産業協会副会長就任。
この間、経済産業省産業構造審議会情報経済分科会情報サービス･ソフトウ ェア小委員会人材育成WG委員長や情報処理推進機構ITスキル標準改訂委員会委員長も務め、2007年に経済産業大臣表彰（情報化促進部門）を受賞した。その間、情報処理技術者試験委員としての活動と合わせ、情報処理技術者試験制度の拡充、新設、スキル標準の設定等に当たった。制度設計に関係した試験種目として、初級システムアドミニストレータ試験、上級システムアドミニストレータ試験、テクニカルエンジニア（エンベディッドシステム）試験、ITパスポート試験、情報処理安全確保支援士試験等がある。2006年から2007年にかけて、「高度IT人材の育成を目指して」というテーマで、試験制度全般の見直しを行い、高度IT人材類型の設定、共通キャリア・スキルフレームワークの構築（この内容は、情報処理推進機構ITスキル標準改訂委員会委員長として取りまとめ)、エントリーレベル試験(ITパスポート試験）の創設、その他試験改革処置（例えば、オンライン試験の採用等）を行い、試験制度発足以来の大改革を実施した。また、1999年6月には、中堅、中小企業におけるIT化促進を狙って、同じく情報化人材対策小委員会において｢戦略的情報化投資活性化のための環境整備の試み｣を、委員長として取りまとめた。この報告の趣旨を踏まえ、2001年特定非営利活動法人ITコーディネータ協会が設立され、有賀は2005年から理事、2015年から評議員を務める。
2008年ミスミグループ本社代表取締役副社長。2010年プロミクロス代表取締役（ミスミの子会社、ペットを中心とした動物病院資材、商材のEコマース会社、2012年に富士通グループに売却された。）。2011年ミスミグループ本社を退社し、AITコンサルティング株式会社を設立し代表取締役。爾来、独立経営・ITコンサルタントとして、2024年末までに、30社以上のベンチャー企業のコンサル、顧問、取締役、監査等委員を務める。
2014年公認会計士であり、日本総合研究所理事であった髙梨 智弘（たかなしともひろ、1945年8月16日 - 2021年8月16日）を理事長、有賀を会長として、日本イノベーション融合学会を設立。2018年には先端技術トレンド（IT）とビジネストレンド（BT）を幅広く問う知識検定制度として、「DX検定™」制度を設立。2024年度までに、すでに5万人以上が受験する制度として発展している。
2011年日本住宅顧問、2015年Waqoo顧問、2015年NOKIOO顧問、2016年リアルワールド取締役会長、2017年アイリッジ取締役監査等委員、2016年中央電力顧問、2018年中央電力（現レジル株式会社）取締役、2020年アイスリーデザイン顧問、2021年アイスリーデザイン取締役。2023年株式会社バイウィル取締役。
1999年一橋大学非常勤講師、2005年東京工業大学非常勤講師、2007年岩手県立大学理事、岩手県研究開発評価委員、、VERSTA理事、2023年SaveCatsFoundation代表理事、等も歴任した。